# Новосибирский цирк
Новосибирский государственный цирк — цирк города Новосибирска, современное здание которого построено в 1971 году. Однако история цирка начинается ещё в 1899 году, когда в Новониколаевском посёлке начали появляться первые цирковые балаганы. В период с 1904 года в городе строилось множество цирковых зданий, они сменяли друг друга, притом временами в городе имелось сразу по несколько цирков. В 1931 году Новосибирский цирк стал государственным.
Зрительный зал современного здания рассчитан на 2300 мест по проекту. А после замены кресел на более комфортные вместимость зала  стала составлять 1600 зрителей.

## История
- 1899 год — на базарных площадях Новониколаевского посёлка появились первые цирковые балаганы.
- 1904—1929 гг. — строительство и работа большого числа цирковых каркасно-засыпных зданий, представляющих собой деревянные шатровые круглые сооружения.
- 1931 год — учреждение государственного объединения музыки, эстрады и цирка (ГОМЭЦ), в результате Новосибирский цирк стал государственным.
- 1936/1937 год — строительство и начало работы шапито на улице Ленина, известного не одному поколению новосибирцев.
- 1971 год — построено современное стационарное здание цирка.

## Исторические цирковые здания Новосибирска
Негосударственные цирки (1904—1929)
В 1904—1929 годах цирки принадлежали своим хозяевам и назывались в их честь.
- Цирк А. Г. Коромыслова.
- Цирк В. К. Янушевского.
- Цирк Изако.
- Цирк Стрепетова.
- Цирк Злобина.
- Цирк Ефимова.
- Цирк Панкратова.
- Цирк Вяльшина.
- Цирк Юпатова.
- Цирк Дротянкина.
- Цирк Козырькова.

Государственные цирки:
- Шапито на улице Ленина (время действия: 1936/1937 — 1970 года). Шапито не было стационарным, оно устанавливалось каждое лето.
- Новосибирский государственный цирк на улице Челюскинцев (время действия: 1971 год — настоящее время).

## Архитектура современного здания
Современное здание цирка было спроектировано в Московском институте «Гипротеатр» архитекторами Саломеей Максимовной Гельфер, Георгием Васильевичем Напреенко и конструктором В. Корниловым. Архитектурный проект здания имеет некоторые особенности, которые были также применены ранее при строительстве сооружений во многих других городах. К таким особенностям можно отнести покрытие цирка из оболочки — гиперболического параболоида вместо традиционного купола, сплошное остекление помещений вестибюля, фойе, кулуаров. Манеж смещён в сторону выхода артистов, что позволило увеличить число мест прямой видимости до 75 процентов. Зал отличается удобностью распределения зрителей по местам за счёт особым образом расположенных проходов и кольцевого обхода. 
Однако данный типовой проект имел и серьёзные недочёты, в частности, гиперболический параболоид по сравнению с традиционным куполом не способен нести значительную нагрузку, что необходимо, например, при выступлении воздушных гимнастов. В целом техническое состояние здания вызывало серьёзное опасение: при визуальном обследовании здания цирка установлено, что пол в фойе цирка имеет провалы, на колоннах и стенах здания есть трещины, некоторые из которых достигают ширины десяти сантиметров и протяженности несколько метров. В куполе цирка — очаги коррозии материалов кровли. Всё это свидетельствует о том, что несущие конструкции здания теряют свои свойства. 
Здание цирка не заняло ведущего положения в застройке на пересечении главных транспортно-пешеходных магистралей города. Оно оказалось на «краю», выходя боковым фасадом на одну магистраль и главным фасадом на другую, пересекающую первую. При этом ось симметрии композиции сооружения не совпадает с осью симметрии композиции противостоящего здания, также значительного по масштабу. Из-за подобной непродуманности градостроительный комплекс не получился «выразительным», здание цирка осталось одиноким в рядовой застройке улицы Челюскинцев.
Невыразителен и «козырёк» цирка, не говоря уже о том, что это не часть конструктивного опорного кольца гипара покрытия цирка, а «подвешенная» к стене декоративная форма, имеющая в общей архитектурной композиции здания только «эстетическое» значение.
Здание цирка, к сожалению, не стало полифункциональным, ради чего и были задуманы его новые архитектурно-строительные формы.
Само здание цирка расположилось на одной линии с Вознесенским кафедральным собором, что также является интересным планировочным решением.